# Brian Clough
Brian Howard Clough, OBE (21 tháng 3 năm 1935 – 20 tháng 9 năm 2004) là một cầu thủ bóng đá Anh và sau này là một huấn luyện viên, đặc biệt nổi tiếng nhất với các thành tích đạt được tại các câu lạc bộ Derby County và Nottingham Forest. Thành tích liên tiếp trong việc đoạt cúp C1 châu âu của ông với một câu lạc bộ tỉnh lẻ - Nottingham Forest cùng những thành tích trước đó của ông với Derby County, hai câu lạc bộ có ít thành công trước đó, được đánh giá là những thành tích vĩ đại nhất trong lịch sử bóng đá. Ông được nhiều người đánh giá là một trong những huấn luyện viên vĩ đại nhất mọi thời đại.
Lôi cuốn, thẳng thắn, và hay tranh luận, Clough được xem một cách rộng rãi là một trong những huấn luyện viên vĩ đại nhất của thể thao Anh nói chung và làng bóng đá Anh nói riêng mà chưa từng dẫn dắt Đội tuyển bóng đá quốc gia Anh (ngoại trừ Bob Paisley). Khi được hỏi về suy nghĩ của ông đối với vấn đề này, ông trả lời, "Tôi chắc chắn những nhà tuyển trạch cho đội tuyển quốc gia hiểu rằng nếu họ lựa chọn tôi, tôi sẽ làm tốt công việc đó. Họ là những người sắc sảo vì đó đúng là những gì mà tôi sẽ làm".

## Tuổi thơ

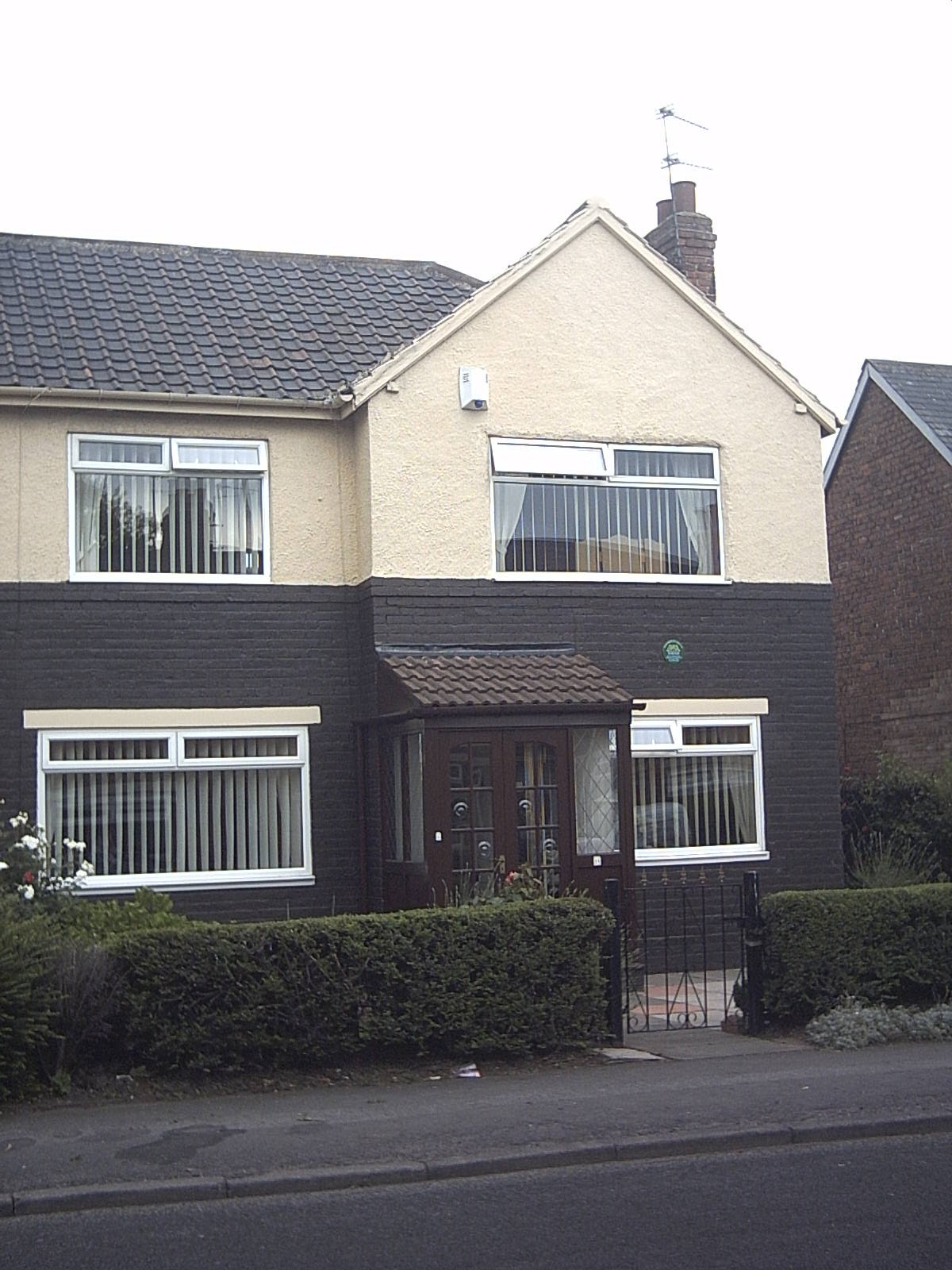
11 Valley Road, Grove Hill

Sinh ra tại số 11, đường Valley Road, trong một ngôi nhà ở Grove Hill, Middlesbrough, Brian Clough là con thứ sáu trong số chín người con của một công nhân làm việc tại một cửa hàng đồ ngọt, rồi sau này là một giám đốc. Người chị đầu, Elizabeth, chết năm 1927 vì nhiềm trùng máu vào năm bốn tuổi. Khi kể về tuổi thơ của mình, ông nói "rất yêu nó ở nhiều mặt. Tôi luôn biết ơn những người đã nuôi dưỡng mình, đó là bố mẹ tôi. Tôi là đứa trẻ đến từ một phần nhỏ của thiên đường." Khi được nuôi dưỡng ở Middlesbrough, Clough khẳng định rằng đây không phải là nơi đẹp nhất trên thế giới, "nhưng với tôi, đó là thiên đường". "Những gì tôi đã làm, đã đạt được hay luôn nghĩ về, những điều đã chỉ dẫn và ảnh hưởng đến cuộc đời tôi, ngoại trừ rượu, bắt nguồn từ tuổi thơ của tôi. Đó có thể là sự chăm sóc không ngừ của mẹ tôi cho tám đứa trẻ, làm việc không ngừng đến tận khuya, lao động vất vả hơn những gì mà bạn hay tôi đã từng."
Mặc dù là một đứa trẻ thông minh, Clough đã trượt kỳ thi Eleven-plus vào năm 1946, và tới học tại trường cấp hai Marton Grove. Ông sau đó thừ nhận trong tự truyện của mình rằng đã sao nhãng việc học hành vì ham mê thể thảo, cho dù tại trường, ông luôn là đứa trẻ dẫn đầu. Clough rời trường năm 1950 mà không có bằng cấp gì, đi làm tại ICI và thực hiện nghĩa vụ quân sự rong RAF từ năm 1953 đến năm 1955.

## Sự nghiệp cầu thủ
Clough chơi cho Billingham Synthonia trước khi thực hiện nghĩa vụ quân sự trong khoảng 1953 đến 1955 tại RAF. Sau đó, ông trở thành một tiền đạo ghi nhiều bàn thắng cho câu lạc bộ quê nhà Middlesbrough, với tổng cộng 197 bàn trong 213 trận trong giải vô địch quốc gia cho Boro. Ông sau đó ký hợp đồng với Sunderland và ghi 54 bàn trong số 61 trận tại giải vô địch quốc gia. Nhưng thật không may mắn, vào ngày 26 tháng 12 năm 1962, ông bị chấn thương mắt cá trong trận đấu với Bury sau khi va chạm với thủ môn. Nó hoá ra là một chấn thương dây chằng chéo, và khiến ông phải từ giã sự nghiệp vào thời điểm đó. Clough quay trở lại hai năm sau đó nhưng chỉ chơi nổi ba trận trước khi nghỉ hưu.
Ông chơi hai trận cho Đội tuyển Anh đó là các trận gặp Đội tuyển Wales vào ngày 17 tháng 10 năm 1959 và Đội tuyển Thụy Điển vào ngày 28 tháng 10 năm 1959 mà không ghi được bàn thắng nào.

## Sự nghiệp Huấn luyện viên

### Derby County
Clough khởi nghiệp huấn luyện ở Hartlepools United với Peter Taylor trợ lý của ông từ tháng 10 năm 1965. Ở độ tuổi 30, Clough trở thành HLV trẻ nhất giải.
Vào tháng 5 năm 1967, sau khi dẫn dắt Hartlepool kết thúc ở vị trí thứ 8 ở giải hạng 4 trong mùa bóng đầu tiên của họ, và loại bỏ chủ tịch chuyên quyền, Ernest Ord, luôn chơi xấu HLV và nhân viên, và cũng muốn sa thải Clough và Taylor, rồi cả hai gia nhập Derby County. Derby đã chơi ở Second Division 1 thập kỉ trước khi Clough tới, và ngoài tốp đầu 5 năm nữa.
Ở mùa giải Clough đầu tiên dẫn dắt CLB kết thúc với vị trí thấp hơn 1 bậc so với mùa trước, nhưng ông đã bắt đầu đặt nền móng cho sự thành công tương lai của mình bằng cách ký một vài cầu thủ mới, trong đó Roy McFarland, John O'Hare, John McGovern, Alan Hinton and Les Green. Trong đội hình hiện tại có tới 11 người phải ra đi và chỉ 4 người dc giữ lại: Kevin Hector, Alan Durban, Ron Webster và Colin Boulton. Clough cũng sa thải thư ký CLB, người làm sân và tuyển trạch viên trưởng, cùng với đó là 2 nhân viên nữ nữa vừa uống trà vừa cười sau 1 trận thua của Derby. Với sự bổ sung Dave Mackay vào tháng 7 năm 1968 và Willie Carlin vào 1968, Clough và Taylor dẫn dắt Derby thành nhà vô địch của Division Two, thiết lập kỉ lục của CLB với 22 trận bất bại. Clough được xem là HLV khó tính nhưng công bằng, luôn đòi hỏi lối chơi sạch từ cầu thủ và không đồng ý các câu hỏi ngu ngốc từ báo giới. Ông thường dc gọi là 'Mr Clough' và ông có dc sự tôn trọng lớn từ đồng nghiệp và bạn bè vì có thể xoay chuyển trận đấu thành lợi thế của ông và đội bóng. Mùa giải đầu tiên Derby trở lại Division One kết thúc vị trí thứ 4, thành thích tốt nhất của họ hơn 20 năm qua, nhưng, vì khó khăn tài chính, CLB bị cấm thi đấu ở đấu trường châu Âu và bị phạt 10000 bảng.
Mùa giải 1970–71 CLB kết thúc vị trí thứ 9, nhưng mùa 1971–72, Derby cạnh tranh với các đội bóng Liverpool và Leeds United cho chức vô địch. Dẫn đầu bảng xếp hạng với 1 điểm nhiều hơn sau trận đấu cuối cùng của mùa giải đó là thắng Liverpool 1-0, Peter Taylor đưa cầu thủ của mình đi nghỉ ở Mallorca, ở đây họ biết là 2 đối thủ chính tranh ngôi vương cũng không thể thắng trận cuối cùng, nghĩa là Derby County trở thành nhà vô địch lần đầu tiên trong lịch sử 88 năm của CLB. Tuy nhiên, Clough không ở cùng với đội thời gian đó, ông đi nghỉ ở Isles of Scilly với gia đình và bố mẹ và cũng nhận được tin vui về danh hiệu vô địch của đội bóng.
Trớ trêu thay, trong khi câu lạc bộ giành được chức vô địch, nó có thể được đánh dấu như là sự khởi đầu cũng như kết thúc thời gian Clough và Taylor tại Derby County.

### Mâu thuẫn với Ban giám đốc CLB Derby County
Mùa hè năm 1972 Clough từ chối chuyến du đấu trước mùa giải ở Hà Lan và Tây Đức trừ khi ông có thể đi cùng gia đình. Longson nói rằng chuyến đi đó là công việc chứ không phải kì nghỉ, vì vậy Clough để Taylor cầm đội bóng, và từ chối tham gia.
Vào ngày 24 tháng 8 năm 1972, Clough và Taylor ký hợp đồng với cầu thủ David Nish từ Leicester City, với kỷ lục chuyển nhượng là 225.000 bảng, mà không thảo luận với ban giám đốc. Sau đó, Jack Kirkland, 1 giám đốc, cảnh cáo Clough và Taylor là sẽ không có bất kì cuộc chuyển nhượng lớn như Nish cho Derby County nữa. Tiếp theo, ngày 3 tháng 9 năm 1972 Clough chỉ trích fan của Derby County, ông nói "Họ bắt đầu hò reo khi trận đấu sắp kết thúc và chúng tôi dẫn trước 1 bàn. Tôi muốn nghe họ reo khi chúng tôi đang thua. Hành động của họ là không thể chấp nhận được", sau khi đội bóng thắng Liverpool 2-1. Clough cũng chỉ trích ban giám đốc CLB. Ngày hôm sau, Sam Longson xin lỗi fan hâm mộ đội bóng và tránh xa dư luận.
Mùa giải đó, Derby County không giữ được ngôi vương, kết thúc ở vị trí thứ 7 trên bảng xếp hạng giải vô địch quốc gia nhưng vẫn tiến tới vòng bán kết của cúp châu Âu, bị loại bởi Juventus với tỉ số 3–1 chung cuộc trong một trận đấu có rất nhiều tranh cãi. Clough buộc tội Juventus là "các tên khốn gian lận"  và đặt nghi vấn về lòng dũng cảm của người Ý trong Chiến tranh thế giới thứ hai.

## Thống kê sự nghiệp

### Huấn luyện viên
| Câu lạc bộ             | Quốc gia | Từ                  | Đến                  | Kết quả      | Kết quả | Kết quả | Kết quả | Kết quả       |
| Câu lạc bộ             | Quốc gia | Từ                  | Đến                  | Tổng số trận | Thắng   | Hoà     | Thua    | Tỷ lệ thắng % |
| ---------------------- | -------- | ------------------- | -------------------- | ------------ | ------- | ------- | ------- | ------------- |
| Hartlepools United     | Anh      | 1 tháng 10 năm 1965 | 1 tháng 5 năm 1967   | 84           | 35      | 13      | 36      | 041,67        |
| Derby County           | Anh      | 1 tháng 6 năm 1967  | 15 tháng 10 năm 1973 | 289          | 135     | 70      | 84      | 046,71        |
| Brighton & Hove Albion | Anh      | 1 tháng 11 năm 1973 | 20 tháng 7 năm 1974  | 32           | 12      | 8       | 12      | 037,50        |
| Leeds United           | Anh      | 20 tháng 7 năm 1974 | 13 tháng 9 năm 1974  | 7            | 1       | 3       | 3       | 014,29        |
| Nottingham Forest      | Anh      | 6 tháng 1 năm 1975  | 8 tháng 5 năm 1993   | 907          | 411     | 246     | 250     | 045,31        |
| Total                  | Total    | Total               | Total                | 1319         | 594     | 340     | 385     | 45.03         |

## Danh hiệu

### Cầu thủ
Middlesbrough
- North Riding Senior Cup: 1954–55[16]

Đội tuyển Anh
- British Home Championship: 1959–60[17]

### Huấn luyện viên
Derby County
- First Division: 1971–72
- Second Division: 1968–69
- Texaco Cup: 1971–72

Nottingham Forest
- First Division: 1977–78
- League Cup: 1977–78, 1978–79, 1988–89, 1989–90
- Full Members Cup: 1988–89, 1991–92
- FA Charity Shield: 1978
- European Cup: 1978–79, 1979–80
- European Super Cup: 1979
- Anglo-Scottish Cup: 1976–77